# Teodor Peterek
Teodor Peterek, né le 7 novembre 1910 à Schwientochlowitz, arrondissement de Beuthen en Silésie prussienne et mort le 2 novembre 1969 à Słupiec, est un footballeur polonais, international dans les années 1930.

## Biographie
Lors de la saison 1938 du championnat de Pologne, il marque au moins un but durant seize journées consécutives (le championnat n'en comptait alors que dix-huit). Tous championnats européens confondus, cette performance est restée un record jusqu'en mars 2013, lorsque l'Argentin Lionel Messi, attaquant du FC Barcelone, l'a égalé puis battu.